# Malta na zimních olympijských hrách
Malta na zimních olympijských hrách startuje od roku 2014. Toto je přehled účastí, medailového zisku a vlajkonošů na dané sportovní události.

## Účast na Zimních olympijských hrách
| Dějiště ZOH            | ZOH      | Vlajkonoš       | Zlatá medaile | Stříbrná medaile | Bronzová medaile | Celkem |
| ---------------------- | -------- | --------------- | ------------- | ---------------- | ---------------- | ------ |
| 2014 Soči              | ZOH 2014 | Élise Pellegrin |               |                  |                  | 0      |
| 2018 Pchjongčchang     | ZOH 2018 | Élise Pellegrin |               |                  |                  | 0      |
| 2022 Peking            | ZOH 2022 | Jenise Spiteri  |               |                  |                  | 0      |
| 2026 Milán             | ZOH 2026 |                 |               |                  |                  |        |
| Celkem                 | 3        |                 | 0             | 0                | 0                | 0      |
| Zdroj na Olympedia.org |          |                 |               |                  |                  |        |